# Сыроежка волнистая
Сырое́жка тёмно-пурпурная (лат. Rússula atropurpurea) — вид грибов, включённый в род Сыроежка (Russula) семейства Сыроежковые (Russulaceae). Съедобна, обладает крепкой мякотью, поэтому не ломается при сборе.

## Описание
Шляпка достигает 4—9 (редко до 12) см в диаметре, сначала полушаровидная, затем выпуклая и уплощённая до вдавленной, мясистая, во слабо заострённым или туповатым краем. Кожица шляпки гладкая или неясно бороздчатая по краю, окрашена весьма разнообразно: от фиолетово-красной в центре и малиновой ближе к краю до винно-красной в центре и бледно-розовой по краю, у некоторых вариаций с бледно-коричневыми или жёлтыми участками, иногда выцветающая до сиреневато-серой, и даже зеленоватая с небольшими сиреневыми пятнами.
Пластинки частые или довольно редкие, тонкие, у ножки иногда разветвляющиеся, приросшие к ножке, молочно-белые или бледно-кремовые, иногда с пепельно-серым оттенком, с таким же краем.
Ножка короткая, крепкая, затем размокающая, почти цилиндрическая или веретеновидная, реже утончающаяся книзу, гладкая или морщинистая. Окраска ножки белая, нередко с грязно-бурыми пятнами, в сухую погоду изредка красноватая, во влажную — сероватая.
Мякоть крепкая, однако нередко размокающая, белая, иногда в засушливых местах буроватая, под кожицей по крайней мере на половине протяжения шляпки красноватая, со слабым кисловатым яблочным запахом, на вкус пресная или слабо едкая.
Споровый порошок белого цвета. Споры 6,7—9×5,7—9,2 мкм, обратнояйцевидные, бугорчатые, с неясными рубцами, большей частью амилоидными.

## Экология
Вид широко распространён в лиственных и хвойных лесах Европы.

## Таксономия
Этот вид  получил своё официальное название как Агарик тёмно-пурпурный (лат. Agaricus atropurpureus) в 1845 году , на основании более раннего описания этого вида, который открыл  Ю. В. Кромбхольц  (1782—1843).
В 1893 году М. Бритцельмайр перенёс этот вид в род Сыроежка под названием Сыроежка тёмно-пурпурная (Russula atropurpurea)

### Синонимы
- Agaricus atropurpureus Krombh., 1845
- Russula atropurpurea var. atropurpurella Singer, 1932
- Russula atropurpurea var. dissidens Zvára
- Russula atropurpurea var. fuscovinacea J.E. Lange Reumaux, 1996
- Russula atropurpurea var. krombholzii Singer, 1932
- Russula atropurpurea var. undulata Velen. Reumaux, 2010
- Russula depallens var. atropurpurea Krombh. Melzer & Zvára, 1928
- Russula fuscovinacea J.E. Lange, 1940
- Russula krombholzii Shaffer, 1970
- Russula krombholzii f. violaceomarginata R. Socha, 2011
- Russula krombholzii var. atropurpurella Singer R. Socha, 2011
- Russula krombholzii var. dissidens Zvára R. Socha, 2011
- Russula krombholzii var. flavo-ochracea R. Socha [as 'flavoochracea'], 2011
- Russula krombholzii var. fuscovinacea J.E. Lange R.Socha, 2011
- Russula krombholzii var. luteoviridis R. Socha & Hálek, 2011
- Russula undulata Velen., 1920
- Russula viscida var. dissidens Zvára Moënne-Locc. & Reumaux, 1996